# الدوري الهولندي الممتاز 1901–02
الدوري الهولندي الممتاز 1901–02 (بالهولندية: Nederlands landskampioenschap voetbal 1901/02)‏ هو الموسم 14 من الدوري الهولندي الممتاز. أشرف على تنظيمه الاتحاد الملكي الهولندي لكرة القدم، وفاز فيه HVV Den Haag ‏.